# Siostra Angelica
Siostra Angelica (Suor Angelica) – jednoaktowa opera werystyczna Giacoma Pucciniego, druga z tzw. Tryptyku. Pierwszy raz została wystawiona w Metropolitan Opera w 1918 r.

## Obsada
- siostra Angelica – sopran
- księżna, ciotka Angeliki – alt
- Przeorysza – mezzosopran
- siostra Eifrerin – mezzosopran
- Przełożona nowicjuszek – mezzosopran
- siostra Genovieffa – sopran
- siostra Osmina – sopran
- siostra Dolcina – sopran
- siostra Opiekunka – mezzosopran
- dwie Siostry Żebracze – 2 soprany
- dwie Nowicjuszki – sopran, mezzosopran
- dwie Siostry Świeckie – sopran, mezzosopran
- chór – siostry, nowicjuszki

## Treść
Miejsce akcji: klasztor pod koniec XVII wieku
Siostra Angelica została umieszczona w klasztorze przez swoją bogatą, arystokratyczną rodzinę po tym jak powiła nieślubne dziecko, owoc przelotnego romansu. Jej czas upływa na modlitwach jednak nie potrafi zapomnieć o swoim dziecku, mimo że doprowadziło to do jej odsunięcia od świata. Przez cały czas swojego pobytu w klasztorze Siostra Angelica oczekiwała na wizytę kogoś z jej rodziny. Przez długie siedem lat nikt się jednak nie pojawiał, więc na wieść, że w murach klasztornych ma pojawić się jej ciotka Księżna, Angelica oczekuje na jej spotkanie pełna podniecenia. Po przybyciu Księżnej, okazuje się, że została ona wyznaczona jako pełnomocnik rodziny. Infomuje Siostrę Angelicę, że jej rodzice nie żyją i że ma podpisać papiery, przez które zrzeka się spadku po nich. Przy okazji Ciotka wyjawia Siostrze Angelice, że jej dziecko, do którego tak rwało jej serce, również nie żyje. Na tę wieść Siostra Angelica postanawia odebrać sobie życie. Wypija truciznę z wyciągu z kwiatów, które rosną przy klasztorze. Gdy czyn się dokonał zdaje sobie sprawę z ogromnego grzechu swojej decyzji. Zaczyna śpiewać La Vergine i po chwili zostaje otoczona jasnym światłem, a do jej śpiewu dołączają Chóry Niebiańskie co oznacza, że grzech śmiertelny zostaje Siostrze Angelice odpuszczony. Na koniec, gdy Angelica umiera Madonna umieszcza w jej ramionach ukochane dziecko.

## Znane arie
- Senza mamma — Siostra Angelica
- Nel silenzio – The Princess